# Epiphora rufa
Epiphora rufa är en fjärilsart som beskrevs av Abel Dufrane 1953. Epiphora rufa ingår i släktet Epiphora och familjen påfågelsspinnare. Inga underarter finns listade i Catalogue of Life.